# Сауда
 Тази статия е за града в Норвегия.  За върха в Саудитска Арабия вижте Сауда (връх).  
Са̀уда (на норвежки: Sauda) е град и община в Южна Норвегия. Разположен е на северния бряг на фиорда Саудафьоден на Северно море във фюлке Ругалан на около 87 km на север от Ставангер. Има пристанище. Население от 4726 жители според данни от преброяването към 1 юли 2008 г.

## Побратимени градове
- Сан Хуан дел Сур, Никарагуа